# Knockin' Boots
Knockin' Boots is de debuutsingle van rapper Candyman. In Nederland kwam het nummer op de eerste plaats van de Nederlandse Top 40. Ook in andere landen scoorde Candyman een top 10-hit. In Nederland stond het nummer veertien weken genoteerd wat een negende plek in de Top 40-jaarlijst opleverde.
Het basloopje van het nummer bevat een sample uit Tonight's The Night van Betty Wright.

## Hitnoteringen

### Nederlandse Top 40
| Hitnotering: 05-01-1991 t/m 06-04-1991 | Hitnotering: 05-01-1991 t/m 06-04-1991 | Hitnotering: 05-01-1991 t/m 06-04-1991 | Hitnotering: 05-01-1991 t/m 06-04-1991 | Hitnotering: 05-01-1991 t/m 06-04-1991 | Hitnotering: 05-01-1991 t/m 06-04-1991 | Hitnotering: 05-01-1991 t/m 06-04-1991 | Hitnotering: 05-01-1991 t/m 06-04-1991 | Hitnotering: 05-01-1991 t/m 06-04-1991 | Hitnotering: 05-01-1991 t/m 06-04-1991 | Hitnotering: 05-01-1991 t/m 06-04-1991 | Hitnotering: 05-01-1991 t/m 06-04-1991 | Hitnotering: 05-01-1991 t/m 06-04-1991 | Hitnotering: 05-01-1991 t/m 06-04-1991 | Hitnotering: 05-01-1991 t/m 06-04-1991 | Hitnotering: 05-01-1991 t/m 06-04-1991 |
| Week                                   | 1                                      | 2                                      | 3                                      | 4                                      | 5                                      | 6                                      | 7                                      | 8                                      | 9                                      | 10                                     | 11                                     | 12                                     | 13                                     | 14                                     |                                        |
| -------------------------------------- | -------------------------------------- | -------------------------------------- | -------------------------------------- | -------------------------------------- | -------------------------------------- | -------------------------------------- | -------------------------------------- | -------------------------------------- | -------------------------------------- | -------------------------------------- | -------------------------------------- | -------------------------------------- | -------------------------------------- | -------------------------------------- | -------------------------------------- |
| Nummer                                 | 32                                     | 20                                     | 12                                     | 7                                      | 2                                      | 1                                      | 1                                      | 2                                      | 2                                      | 4                                      | 8                                      | 12                                     | 22                                     | 38                                     | uit                                    |

### Nationale Top 100
| Hitnotering: 22-12-1990 t/m 27-04-1991 | Hitnotering: 22-12-1990 t/m 27-04-1991 | Hitnotering: 22-12-1990 t/m 27-04-1991 | Hitnotering: 22-12-1990 t/m 27-04-1991 | Hitnotering: 22-12-1990 t/m 27-04-1991 | Hitnotering: 22-12-1990 t/m 27-04-1991 | Hitnotering: 22-12-1990 t/m 27-04-1991 | Hitnotering: 22-12-1990 t/m 27-04-1991 | Hitnotering: 22-12-1990 t/m 27-04-1991 | Hitnotering: 22-12-1990 t/m 27-04-1991 | Hitnotering: 22-12-1990 t/m 27-04-1991 | Hitnotering: 22-12-1990 t/m 27-04-1991 | Hitnotering: 22-12-1990 t/m 27-04-1991 | Hitnotering: 22-12-1990 t/m 27-04-1991 | Hitnotering: 22-12-1990 t/m 27-04-1991 | Hitnotering: 22-12-1990 t/m 27-04-1991 | Hitnotering: 22-12-1990 t/m 27-04-1991 | Hitnotering: 22-12-1990 t/m 27-04-1991 | Hitnotering: 22-12-1990 t/m 27-04-1991 | Hitnotering: 22-12-1990 t/m 27-04-1991 |
| Week                                   | 1                                      | 2                                      | 3                                      | 4                                      | 5                                      | 6                                      | 7                                      | 8                                      | 9                                      | 10                                     | 11                                     | 12                                     | 13                                     | 14                                     | 15                                     | 16                                     | 17                                     | 18                                     |                                        |
| -------------------------------------- | -------------------------------------- | -------------------------------------- | -------------------------------------- | -------------------------------------- | -------------------------------------- | -------------------------------------- | -------------------------------------- | -------------------------------------- | -------------------------------------- | -------------------------------------- | -------------------------------------- | -------------------------------------- | -------------------------------------- | -------------------------------------- | -------------------------------------- | -------------------------------------- | -------------------------------------- | -------------------------------------- | -------------------------------------- |
| Nummer                                 | 84                                     | 49                                     | 27                                     | 16                                     | 8                                      | 6                                      | 2                                      | 1                                      | 1                                      | 2                                      | 4                                      | 8                                      | 14                                     | 18                                     | 27                                     | 39                                     | 53                                     | 91                                     | uit                                    |